# Colonizarea Irlandei

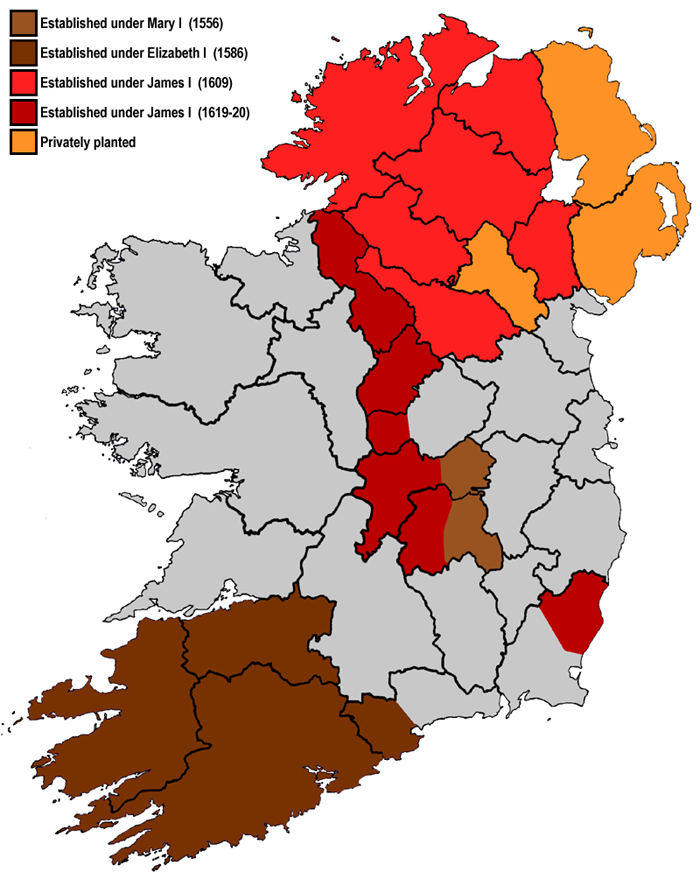
Colonizarea Irlandei, după rege

Colonizarea Irlandei (în engleză Plantations of Ireland, de la a planta, în sens de colonizare) s-a manifestat prin confiscarea pământurilor ce aparțineau irlandezilor și transmiterea acestora coloniștilor (planters) veniți din Anglia. Procesul a început pe timpul domniei regelui Henric al VIII-lea și a continuat pe timpul Elisabetei I, Iacob I și al lui Carol I. 
Cele mai numeroase confiscări au avut loc în Munster și Ulster, ambele fiind populate cu coloniști veniți din Anglia, Scoția și Țara Galilor.

## Istorie
Oliver Cromwell, cuceritor al Irlandei, care a condus armata parlamentară, i-a făcut responsabili pe catolicii irlandezi pentru rebeliunea din 1641. În acest sens Parlamentul cel Lung a aprobat confiscarea terenurilor irlandeze print-un "act de reglementare" în 1652, prin care, chiar și irlandezii, care nu au ridicat armele împotriva Parlamentului britanic, au fost lipsiți de cele mai multe dintre terenurile lor, fiind supuși deportării pentru un termen de doi, în regiune neroditoare și pustie, Connacht din vestul Irlandei, fiind astfel condamnați la foamete. În cazul în care, cineva, părăsea această regiune, era pedepsit cu moartea. Toate posesiunile irlandezilor au fost confiscate în favoarea invadatorilor. Iar în popor s-a răspândit zicala "Iadul sau Connacht". O parte considerabilă a locuitorilor insulei, inclusiv femei și copii, au fost deportați în coloniile britanice din Indiile de Vest și acolo transformați în "sclavi albi". Asupra populației s-a dus o adevărată "vânătoare". Soldații englezi fiind plătiți cu 5 lire pentru un "cap" de rebel sau preot și 6 lire pentru unul de lup.
În 1691 au fost adoptate o serie de legi, care defavorizau catolicii și protestanții ce nu făceu parte din Biserica Anglicană, acestora li s-e limita libertatea de religie, dreptul la educație, de a vota și l-a serviciul public.
Colonizarea a continuat și în secolul al XVIII-lea. Acest proces schimbând în mod semnificativ structura etnică a populației Irlandei, a crescut procentul de protestanți englezi și scoțieni. A fost stabilită o clasă conducătoare protestantă, guvernul britanic a stabilit un control deplin al insulei. Prin 1775 catolicii dețineau doar 5 % din pământ.
Catolicilor le-a fost interzis de a da copiilor săi o educație catolică, activități profesionale (în special comerț) în anumite zone. În 1719, Parlamentul britanic a adoptat o lege, care a transferat dreptul de apel, din jurisdicția Casei Irlandeze a Lorzilor în cea Britanică. În 1751 Camerei Comunelor din Irlanda i-a fost refuzat dreptul de a dispune de veniturile fiscale. În plus, a fost depus efortul, pentru a împiedica concurența din partea antreprenorilor irlandezi. În 1766 exportul de vite a fost interzis în Anglia, mai târziu o lege asemănătoare a fost adoptată în ceea ce privește hrana și îmbrăcămintea. Irlandei i-a a fost acordat rolul de colonie dependentă din punct de vedere economic. În 1801, Parlamentul irlandez a fost dizolvat.
Lipsa pământului a cauzat foametea care a lovit Irlanda în 1740-1741 și un secol mai târziu, în 1845-1849. Foametea dezastruoasă a ucis 1,5 milioane de irlandezi, începând emigrarea în masă peste ocean (în special în Statele Unite ale Americii).